# Noorse strip
De Noorse strip (Noors: Tegneserie) is het geheel van beeldverhalen gemaakt door Noorse auteurs en beeldverhalen bestemd voor Noorse markt. Een opvallend fenomeen in Noorwegen zijn de speciale strips die rond Kerstmis worden uitgegeven en erg populair zijn. Noorwegen kent een relatief klein eigen taalgebied, wat niet bevorderlijk was voor de eigen stripproductie. Noorse stripmakers zijn weinig bekend buiten de eigen landsgrenzen. Een uitzondering is Jason, die internationaal doorbrak.

## Geschiedenis
Zoals in andere landen kende Noorwegen grafische publicaties die aanleunen bij strips, maar als eerste volwaardige strip in Noorwegen wordt Knold og Tot i Skole uit 1911 geciteerd. De meest productieve Noorse stripmaker van voor de Tweede Wereldoorlog was Jan Lunde met strips als Skomaker Bekk (vanaf 1919), Den usynlige (De onzichtbare) (vanaf 1925) en zijn Noorse sprookjes en legenden. Een andere nog steeds populaire strip is Hauke-patruljen van Jens R. Nilssen, die voor het eerst in 1930 verscheen. In 1937 verscheen de eerste strip van 91 Stomperud, over een soldaat die naar huis wil voor de feestdagen. Ook deze strip werd na 2000 nog steeds gemaakt. Maar ook Amerikaanse strips waren populair, zoals Bringing up Father (Noors: Fiinbeck og Fia).
Tijdens de oorlogsjaren viel de stripproductie niet weg. Damms billedserier was in 1941 het eerste maandelijkse striptijdschrift van Noorwegen. In 1944 moest de publicatie worden gestaakt door papiertekorten en een heropstart na de oorlog kende geen succes. Ook in 1941 verscheen voor het eerst Spøk og spenning, een wekelijks magazine met voornamelijk Amerikaanse strips. Donald Duck & Co verscheen voor het eerst in 1948 en werd het grootste Noorse stripblad met een oplage van 40.000 exemplaren. Dit blad verschijnt nog steeds al zijn de oplagen sterk teruggelopen.
De jaren 1950 worden aanzien als het gouden tijdperk van de Noorse strip met veel nieuwe auteurs en titels. Belangrijk daarbij was uitgeverij Serieforlaget (later SE-bladene).
In de jaren 1990 en 2000 verscheen een nieuwe generatie Noorse stripauteurs als Torbjørn Lien, Børge Lund, Frode Øverli (Pondus) en Lise Myhre. Die laatste maakte de populaire strip Nemi, dat voor het eerst in de pers verscheen in 1997 en later albums en een eigen maandblad kreeg.

## Kerststrips
In november naar aanloop van Kerstmis verschijnen jaarlijks strips in groot formaat die gretig aftrek vinden in de winkels. Deze traditie gaat terug tot de 19e eeuw met speciale uitgaven van geïllustreerde verhalen. In de 20e eeuw werden dit uitgaven die een verzameling van strips bevatten. Dit kan gaan om verzamelde actuele stripreeksen maar ook om herdrukken van klassieke strips. In 2011 en 2012 verschenen tot 60 verschillende titels. Daarna viel dit iets terug, maar in 2015 verschenen toch nog 50 titels met een totale verkoop van 1,3 miljoen exemplaren.